# Joseph Hayes (Autor)
Joseph Hayes (* 2. August 1918 in Indianapolis, Indiana; † 11. September 2006 in St. Augustine, Florida) war ein amerikanischer Schriftsteller, der durch seine Romane, Theaterstücke und Drehbücher bekannt wurde.

## Leben
Im Alter von 13 Jahren ging Hayes in ein Kloster der Benediktiner, das er nach zwei Jahren wieder verließ. Er machte seinen Universitätsabschluss an der Indiana University.
Hayes' erstes Broadwaystück war 1949 Leaf and Bough. 1954 erschien sein erfolgreicher Roman The Desperate Hours, welcher 1955 sowohl als Theaterstück in New York City am Broadway aufgeführt, als auch von Hollywood verfilmt wurde. Sein letztes Theaterstück Calculated Risk schrieb er 1962. Im selben Jahr schrieb er zusammen mit seiner Frau Marrijane das Drehbuch für den Disneyfilm Champagner in Paris (Bon Voyage!).
Hayes starb an den Folgen einer Alzheimererkrankung in einem Pflegeheim und wurde von drei Söhnen, zehn Enkeln und elf Urenkeln überlebt.

## Ehrungen und Auszeichnungen
- 1956: Edgar Allan Poe Award der Mystery Writers of America in der Kategorie Bestes Drehbuch für einen Spielfilm für An einem Tag wie jeder andere
- 1956: Grand prix de littérature policière für An einem Tag wie jeder andere
- zweimal gewann er einen Tony Award

## Veröffentlichungen
- mit seiner Ehefrau Marrijane Hayes: The Bridegroom waits, a polite comedy in one Act, all female Cast. S. French, New York City, N.Y./San Francisco, Cal. 1943.
- The Thompsons; A Small Town Comedy in One Act. S. French, New York City/San Francisco, Cal. 1943.
- Ways of Darkness.
- The Desperate Hours. Random House, New York City, USA 1954 (verfilmt 1955).
  - deutsch: An einem Tag wie jeder andere. 1956 (auch Titel der deutschen Fassung des Films).
- The Hours After Midnight. Random House, New York City, New York, USA 1958.
- Don't Go Away Mad. Random House, New York City, New York, USA 1962.
- Winner's Circle.
- Island on Fire. A true Saga.
- Missing ... and Presumed Dead.
- The Long Dark Night, 1974.
  - deutsch von Jo Klein: Eine lange dunkle Nacht. Fischer Taschenbuch Verlag, Frankfurt am Main 1976, ISBN 3-436-02292-6.
- Like Any Other Fugitive
- The Deep End.
- The Third Day, 1964.
  - deutsch von Jo Klein: Der Dritte Tag. S. Fischer Verlag, Frankfurt/Main 1965
- mit seiner Ehefrau Marrijane Hayes: Bon Voyage!
- No Escape: a Novel. Delacorte Press, New York City, USA, 1982, ISBN 0-440-06438-4.
- Act of Rage. St. Martin’s Press, New York 1989, ISBN 0-312-03271-4.

## Filmografie
Drehbuch
- 1955: An einem Tag wie jeder andere (The desperate Hours) (nach seinem Roman)
- 1961: Chefarzt Dr. Pearson (The Young Doctor)
- 1963: Das Glück in seinen Armen (Stolen Hours)

Vorlage
- 1962: 90 Minuten nach Mitternacht
- 1962: Champagner in Paris (Bon Voyage!)
- 1964: Stunden der Angst
- 1965: Der dritte Tag (The third day)
- 1989: Ich melde einen Selbstmord
- 1990: 24 Stunden in seiner Gewalt (Desperate Hours) (nach seinem Roman)